# Gebeachan
Gebeachan también Gibhleachan (m. 937) fue uno de los primeros caudillos de Mann y las Hébridas que aparece en crónicas contemporáneas como «Rey de las Islas» y que gobernó desde 921 hasta su muerte.
Los anales de Clonmacnoise le mencionan como uno de los participantes en la batalla de Brunanburh luchando en el bando de Olaf III Guthfrithson, donde pereció en el campo de batalla, dando a entender una alianza de vikingos procedentes de Irlanda e Inglaterra (Gaels), Cumbria, y Strathclyde. Posiblemente estuvo subyugado a reino vikingo de York.